# Sabuda
Sabuda est une île d'Indonésie située au large de la pointe de la péninsule de Bomberai, près de la partie indonésienne de la Nouvelle-Guinée. Administrativement, elle appartient à la province de Papouasie du Sud-Ouest. 

## Environnement
Sabuda Tataruga a été déclarée réserve naturelle marine par le gouvernement indonésien.